# Aviceda subcristata
Aviceda subcristata е вид птица от семейство Ястребови (Accipitridae). Видът е незастрашен от изчезване.

## Разпространение
Разпространен е в Австралия, Индонезия, Папуа-Нова Гвинея, Соломоновите острови и Източен Тимор.